# Kathryn D. Sullivan
Kathryn D. Sullivan, född 3 oktober 1951 i Paterson, New Jersey, USA, är en amerikansk astronaut.

## NASA karriär
Uttagen till Astronautgrupp 8, den 16 januari 1978. Under STS-41-G blev hon den första amerikanska kvinnan att göra en rymdpromenad (11 oktober 1984).

## Civil karriär
Den 29 mars 2009 blev hon Under Secretary of Commerce for Oceans and Atmosphere vilket även innebär att hon är direktör för National Oceanic and Atmospheric Administration (NOAA).

## Rymdfärder
- STS-41-G
- STS-31
- STS-45

## Rymdfärdsstatistik
| Färd     | Datum                  | Tid       | EVA     |
| -------- | ---------------------- | --------- | ------- |
| STS-41-G | 5 - 13 oktober 1984    | 197:23:33 | 3:29:00 |
| STS-31   | 24 - 29 april 1990     | 121:16:06 | 0:00:00 |
| STS-45   | 24 mars - 2 april 1992 | 214:09:28 | 0:00:00 |
| Totalt   | Totalt                 | 532:49:07 | 3:29:00 |